# Bob Houghton
Robert Douglas Houghton (* 13. Oktober 1947; bekannt als Bob Houghton oder Bobby Houghton) ist ein englischer Fußballspieler und -trainer.

## Karriere
Seine Karriere dauerte über 30 Jahre und führte ihn in zehn verschiedene Länder. Houghton war drei Jahre Mittelfeldspieler für den FC Fulham (1966–69) und Brighton & Hove Albion (1969–70). In der South League war er als Spielertrainer von Hastings United mit 23 Jahren einer der jüngsten Trainer des englischen Profifußballs. In den frühen 1970ern  trainierte er auch Maidstone United und arbeitete als Assistent unter Bobby Robson in Ipswich Town.

### Malmö FF
Im Jahr 1974 wurde er Trainer des schwedischen Erstligisten Malmö FF. Den damaligen Provinz- und Amateurclub führte er zu nationalen und internationalen Erfolgen, unter anderem das Erreichen des Finales des Europapokals der Landesmeister gegen Nottingham Forest im Jahr 1979, welches nur knapp (0:1) verloren wurde. Das Team bestand ursprünglich ausschließlich aus lokalen Spielern, die innerhalb von 60 km um Malmö wohnten. Es war das erste und bisher einzige Mal, dass ein schwedisches Team das Finale des Europapokals der Landesmeister erreichte.
Er gewann auch die schwedische Meisterschaft und den Svenska Cupen mehrmals und wurde Vizemeister im Interkontinental-Pokal im Jahre 1979, da Nottingham Forest auf eine Teilnahme verzichtete. Zusammen mit seinem engen Freund Roy Hodgson war er weithin verantwortlich für die Transformation des schwedischen Fußballs hin zur modernen Spielweise.

## Erfolge als Trainer
Malmö FF
- Allsvenskan (3): 1974, 1975, 1977
- Svenska Cupen (4): 1974, 1975, 1978, 1980

Indien
- AFC Challenge Cup (1): 2008
- Nehru Cup (2): 2007, 2009